# غیاث‌الدین اعظم‌شاه
غیاث الدین اعظم‌شاه (بنگالی: গিয়াসউদ্দীন আজম শাহ) سومین سلطان بنگال و سلسله الیاس‌شاهیان بود وی یکی از برجسته‌ترین سلاطین قرون میانه در بنگال بود. او با امپراتوری مینگ چین روابط دیپلماتیک برقرار کرد. او با متفکران برجسته در ایران، از جمله حافظ شیرازی، تماس‌های فرهنگی داشت و آسام را فتح کرد.

## سلطنت

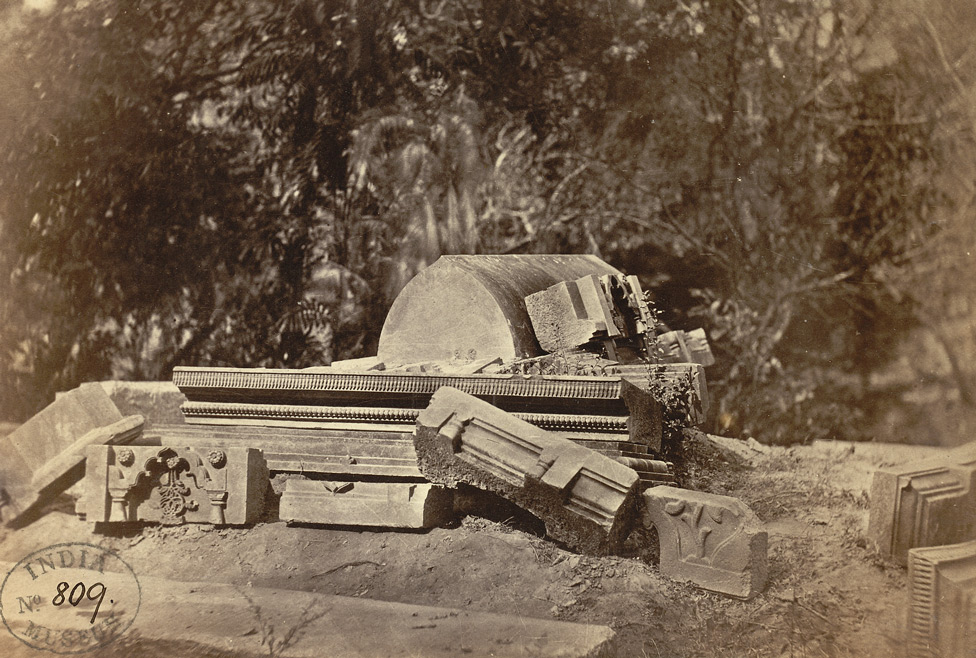
ویرانه های مقبره غیاث الدین اعظم شاه

غیاث الدین اعظم‌شاه پس از نبرد گوالپارا در سال ۱۳۹۰، با کمک لشکر خود، پدرش سلطان سکندر شاه به زیر کشید و خود سلطان بنگال شد. با این وجود اعظم شاه دستور داد که کسی پدرش را نکشد. وی در اوایل سلطنتش، کاماروپا، در آسام امروزی، را فتح کرد. از جمله منافع سلطنت وی ایجاد نوعی دستگاه دادگستری مستقل و تقویت فرهنگ فارسی و بنگالی بود.
غیاث الدین اعظم‌شاه با ارسال سفیر به دربار سلسله مینگ در پکن، پیشگام روابط دیپلماتیک با چین به‌شمار می‌رود. او فرستاده‌ها و هدایایی را با امپراتور یونگ‌لو تبادل کرد. او برای مقابله با نفوذ همسایگانش، از جمله سلطان دهلی، به ایجاد یک همکاری استراتژیک با چین علاقه‌مند بود. غیاث الدین اعظم‌شاه همچنین روابط خوبی با سلطان جونپور در شمال هند برقرار کرد. وی فرستاده‌هایی نیز به حجاز فرستاد و تأمین مالی ساخت مدرسه‌های دینی در مکه و مدینه را عهده‌دار شد.

## حامی ادبی
غیاث الدین حامی دانشمندان و شاعران بسیاری بود. از جمله مکاتباتش با حافظ شاعر فارسی‌گو، را حفظ می‌کرد. شاه محمد ساغر، شاعر مسلمان بنگالی، اثر مشهور خود، یوسف و زلیخا را در زمان سلطنت غیاث‌الدین نوشت. همچنین شاعر هندو، کریتیباس اوجا، حماسه باستانی هندوستان، رامایانا را در زمان سلطنت او با عنوان کریستیواس رامایان (Krittivasi Ramayan) به زبان بنگالی ترجمه کرد.

### مکاتبه با حافظ
غیاث‌الدین اعظم‌شاه هم‌عصر خواجه حافظ شیرازی بود و با این شاعر بزرگ فارسی‌گوی مکاتبه داشت. دربارهٔ چگونگی آغاز این مکاتبه روایتی در کتاب آیین اکبری اثر ابوالفضل علامی و ریاض‌السلاطین آمده‌است. مبنی بر اینکه روزی سلطان به بیماری مهلکی دچار شده بود و به سه تن از زنان حرم به نام‌های سرو، گل و لاله دستور داد که پس از مرگ او بدنش را بشویند. چون سلطان از بیماری نجات پیدا کرد به این سه زن محبت بسیار می‌کرد و این محبت دیگر زنان حرم را به حسادت واداشت؛ چنان‌که به ایشان به استهزاء غساله می‌گفتند. سلطان که از این امر آگاهی یافت بر آن برآمد که با قصیده‌ای دل ایشان را به دست آورد. پس مصرع «ساقی حدیث سرو و گل و لاله می‌رود» را سرود، اما در مصرع بعدی ماند. چون هیچ‌یک از شاعران دربار نتوانستند وی را یاری نمایند، سلطان شعر ناتمامش را به همراه دعوت‌نامه‌ای برای حافظ به شیراز فرستاد. حافظ مصرع ناتمام سلطان را با مصرع «وین بحث با ثلاثه غساله می‌رود» کامل کرد؛ اما به خاطر کهولت سن* از سفر به بنگال خودداری کرد و در عوض غزلی که در زیر آمده را برای سلطان غیاث‌الدین هدیه کرد. آمدن نام سلطان غیاث‌الدین و اشاره به دیدار از بنگال از لحاظ تاریخی این روایت را تأیید می‌کنند.
| ساقی حدیث سرو و گل و لاله می‌رود    |  | وین بحث با ثلاثه غساله می‌رود       |
| می ده که نوعروس چمن حد حُسن یافت    |  | کار این زمان ز صنعت دلاله می‌رود    |
| شکرشکن شوند همه طوطیان هند         |  | زین قند پارسی که به بنگاله می‌رود   |
| طی مکان ببین و زمان در سُلوک شعر    |  | کاین طفل، یک شبه، ره صد ساله می‌رود |
| آن چشم جادوانه عابدفریب بین        |  | کش کاروان سحر ز دنباله می‌رود       |
| از ره مرو به عشوه دنیا که این عجوز |  | مَکاره می‌نشیند و مُحتاله می‌رود       |
| باد بهار می‌وزد از گلستان شاه       |  | و از ژاله باده در قدح لاله می‌رود   |
| حافظ ز شوق مجلس سلطان غیاث دین     |  | غافل مشو که کار تو از ناله می‌رود   |

- | پیشین: سکندر شاه | سلطان بنگال ۱۳۹۰–۱۴۱۰ | پسین: صفی‌الدین حمزه شاه |